# Кріп (рід)
Кріп (Anethum) — рід квіткових рослин родини окружкові (Apiaceae). 
Рід поширений у Європі, Західній Азії та Індії. До роду належать ряд важливих пряних рослин, що використовуються у кулінарії.

## Види
Кількість видів у роді відрізняється у залежності від автора класифікації.
- Anethum foeniculoides Maire & Wilczek
- Anethum graveolens L.
- Anethum sowa Roxb. ex Fleming
- Anethum theurkauffii Maire